# Élisabeth Tavernier
Pour les articles homonymes, voir Tavernier.
Élisabeth Tavernier, née le 24 juin 1946 à Neuilly-sur-Seine et morte le 19 janvier 2022 à Paris 7e, est une costumière française œuvrant pour le cinéma et le théâtre.
Élisabeth Tavernier est nommée 3 fois au César des meilleurs costumes.

## Biographie
Élisabeth Tavernier créé les costumes de La Passante du Sans-Souci de Jacques Rouffio, 37°2 le matin de Jean-Jacques Beineix, La vie est un long fleuve tranquille de Étienne Chatiliez, Grosse Fatigue de Michel Blanc, Les Roseaux sauvages de André Téchiné...
Au théâtre, elle travaille avec Gérard Vergez, Juliet Berto, André Wilms, Frédéric Bélier-Garcia...

## Filmographie
- 1978 : Il y a encore des noisetiers de Jean-Paul Sassy, téléfilm
- 1981 : Le Voleur d'enfants de François Leterrier, téléfilm
- 1982 : La Passante du Sans-Souci de Jacques Rouffio
- 1983 : Le Jeune Marié de Bernard Stora
- 1983 : Le Bâtard de Bertrand Van Effenterre
- 1983 : La Scarlatine de Gabriel Aghion
- 1984 : L'Addition de Denis Amar
- 1984 : Marche à l'ombre de Michel Blanc
- 1985 : Bras de fer de Gérard Vergez
- 1986 : 37°2 le matin de Jean-Jacques Beineix
- 1988 : La vie est un long fleuve tranquille de Étienne Chatiliez
- 1988 : Jaune revolver de Olivier Langlois
- 1989 : Je suis le seigneur du château de Régis Wargnier
- 1989 : Monsieur Hire de Patrice Leconte
- 1990 : Tatie Danielle de Étienne Chatiliez
- 1990 : S'en fout la mort de Claire Denis
- 1991 : Sushi Sushi de Laurent Perrin
- 1992 : Les Mamies de Annick Lanoë
- 1994 : Grosse Fatigue de Michel Blanc
- 1994 : Les Roseaux sauvages de André Téchiné
- 1994 : La Machine de François Dupeyron
- 1996 : L'Éducatrice de Pascal Kané
- 1996 : Les Voleurs de André Téchiné
- 1996 : Nénette et Boni de Claire Denis
- 1997 : Généalogies d'un crime de Raoul Ruiz
- 1997 : Nettoyage à sec de Anne Fontaine
- 1998 : Place Vendôme de Nicole Garcia
- 1998 : Alice et Martin de André Téchiné
- 1999 : Le vent de la nuit de Philippe Garrel
- 1999 : La Bûche de Danièle Thompson
- 2000 : Amour, piments et bossa nova de Fina Torres
- 2000 : Merci pour le chocolat de Claude Chabrol
- 2001 : Tanguy de Étienne Chatiliez
- 2002 : Décalage horaire de Danièle Thompson
- 2004 : Feux rouges de Cédric Kahn
- 2004 : La confiance règne d'Étienne Chatiliez
- 2005 : La Moustache de Emmanuel Carrère
- 2007 : Je crois que je l'aime de Pierre Jolivet
- 2008 : Agathe Cléry d'Étienne Chatiliez
- 2011 : V comme Vian de Philippe Le Guay, téléfilm
- 2012 : Parlez-moi de vous de Pierre Pinaud
- 2012 : Tu honoreras ta mère et ta mère de Brigitte Roüan
- 2013 : Landes de François-Xavier Vives
- 2015 : Floride de Philippe Le Guay
- 2015 : Coup de chaud de Raphaël Jacoulot
- 2017 : Numéro une de Tonie Marshall
- 2019 : Tanguy, le retour d’Étienne Chatiliez
- 2020 : L'Enfant rêvé de Raphaël Jacoulot
- 2021 : L'Homme de la cave de Philippe Le Guay
- 2021 : Une mère de Sylvie Audcoeur

## Théâtre
- 1986 : Tel quel d'après William M. Hoffman, mise en scène Gérard Vergez
- 1988 : Damia,  mise en scène Juliet Berto
- 1998 : Alfred, Alfred de Franco Donatoni, mise en scène André Wilms
- 1999 : Pulsion de Franz Xaver Kroetz, mise en scène André Wilms
- 2000 : Le Voyage au Luxembourg de Jean-Marie Laclavetine, mise en scène Miou-Miou
- 2003 : Momo de Leigh Sauerwein, mise en scène André Wilms
- 2003 : Et la nuit chante de Jon Fosse, mise en scène Frédéric Bélier-Garcia, Théâtre du Rond-Point
- 2005 : La Chèvre, ou Qui est Sylvia ? d'Edward Albee, mise en scène Frédéric Bélier-Garcia, Théâtre de la Madeleine
- 2009 : Liliom de Ferenc Molnár, mise en scène Frédéric Bélier-Garcia
- 2011 : Peggy Guggenheim d'après Lanie Robertson, mise en scène Christophe Lidon
- 2012 : Inconnu à cette adresse d'après Kressmann Taylor, mise en scène Delphine De Malherbe
- 2013 : Perplexe de Marius von Mayenburg, mise en scène Frédéric Bélier-Garcia
- 2014 : Love Letters de A. R. Gurney, mise en scène Benoît Lavigne[3]
- 2017 : Madame Marguerite de Roberto Athayde,  mise en scène Anne Bouvier
- 2018 : Nénesse de Aziz Chouaki, mise en scène Jean-Louis Martinelli, Théâtre Déjazet
- 2018 : Ils n’avaient pas prévu qu’on allait gagner de Christine Citti, mise en scène Jean-Louis Martinelli

## Distinctions

### Nominations
- César 1986 : César des meilleurs costumes pour Bras de fer
- César 1989 : César des meilleurs costumes pour La vie est un long fleuve tranquille
- César 1999 : César des meilleurs costumes pour Place Vendôme

### Jury de festival
- 2009 : Festival international Cinéma et Costumes de Moulins, membre du jury
- 2021 : Festival du cinéma russe à Honfleur, membre du jury